# Mythos von Langemarck

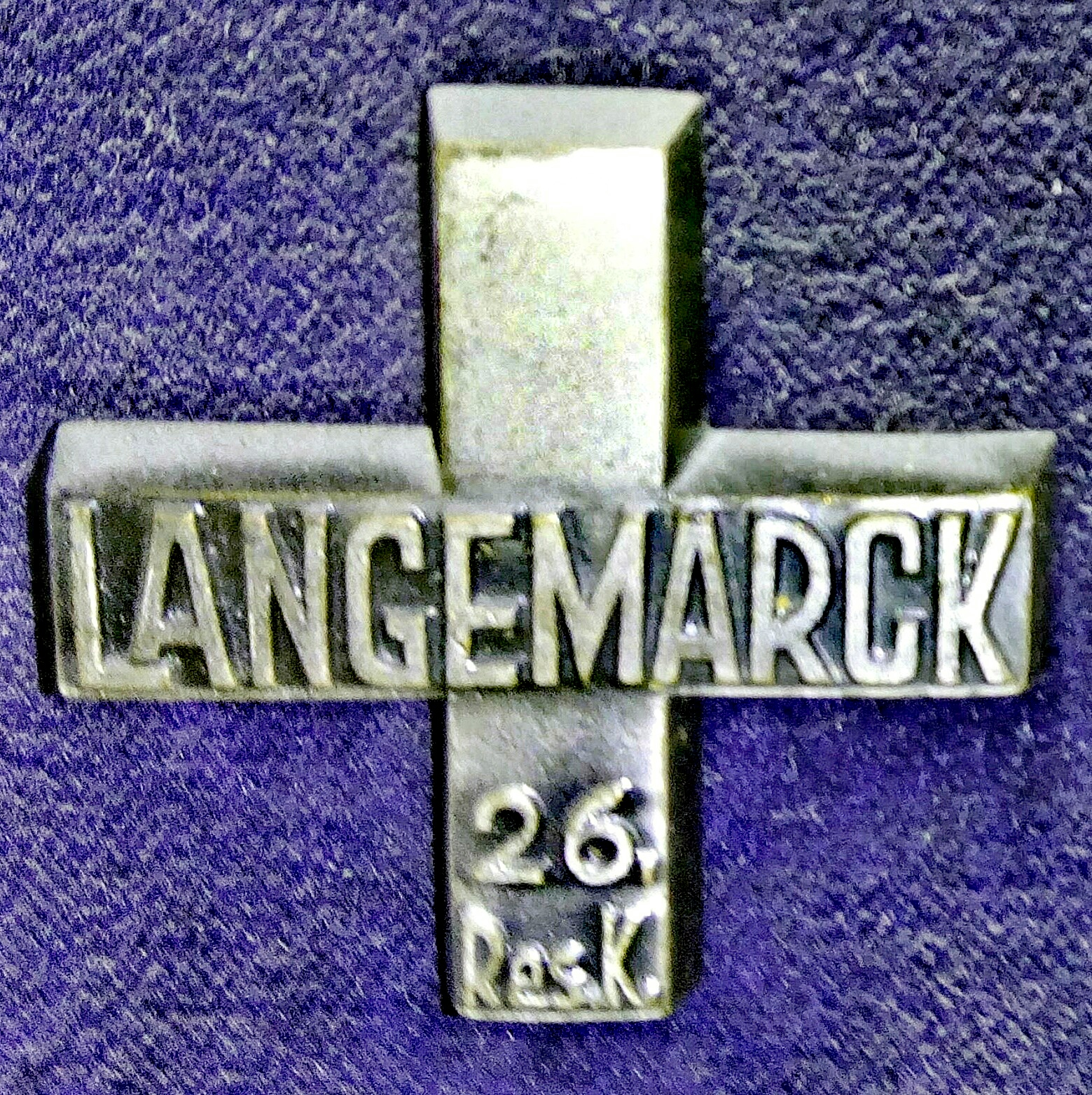
Langemarck-Kreuz der Veteranenvereinigung des XXVI. Reserve-Korps, 1933

Als Langemarck-Mythos oder Mythos von Langemarck wird ein politischer Mythos bezeichnet, der die im Deutschen Reich betriebene Verklärung einer verlustreichen militärischen Auseinandersetzung während des Ersten Weltkriegs zum Inhalt hatte. Das Gefecht fand am 10. November 1914 in der Nähe des belgischen Ortes Langemarck nördlich von Ypern statt.

## Ursprung
Nach der verlorenen Marneschlacht im September 1914 zog sich das deutsche Heer hinter die Aisne zurück. An der Westfront begann mit diesem Rückzug der Stellungskrieg. Im sogenannten Wettlauf zum Meer versuchten in den folgenden zwei Wochen die deutschen Truppen, ebenso wie ihre französischen und britischen Gegner, die jeweils andere Seite an der Nordflanke zu umfassen und auf dem Weg zur Küste günstige Ausgangspositionen für spätere Angriffe zu gewinnen. Man plante auf deutscher Seite, bis nach Calais vorzustoßen. In einem weiten Bogen, der sich von Norden nach Südosten um die belgische Stadt Ypern spannte, zwischen Dixmuide und Wytschate, entbrannte im letzten Drittel des Oktober 1914 die sogenannte Erste Flandernschlacht, die ab Mitte November mit dem Erstarren der Front endete.
Auf deutscher Seite wurden in dieser Schlacht hauptsächlich neu aufgestellte, auch aus Ungedienten wie Freiwilligen und Ersatzreservisten sowie zu einem Großteil aus älteren Angehörigen der Landwehr zusammengesetzte Reservekorps eingesetzt. Etwa 2000 Mann Verluste kostete ein deutscher Durchbruchsversuch am 10. November 1914. Der Angriff des XXIII. Reserve–Korps fand sechs Kilometer nordwestlich von Langemarck zwischen Noordschote und Bixschote statt. Es gelang den erschöpften französischen Verteidigern, den Ansturm der mangelhaft ausgebildeten und ausgerüsteten Reserveregimenter nach wenigen Kilometern abzuwehren. Die deutschen Angriffe wurden schließlich Mitte November ohne bedeutende Geländegewinne eingestellt, und auch in Flandern begann ein jahrelanger Stellungskrieg.
Die Oberste Heeresleitung kommentierte die Ereignisse vom 10. November 1914 einen Tag darauf mit einem folgenreichen Bericht, der von fast allen deutschen Zeitungen auf der Titelseite abgedruckt wurde:

„Westlich Langemarck brachen junge Regimenter unter dem Gesange ‚Deutschland, Deutschland über alles‘ gegen die erste Linie der feindlichen Stellungen vor und nahmen sie. Etwa 2000 Mann französischer Linieninfanterie wurden gefangengenommen und sechs Maschinengewehre erbeutet.“

Der Bericht war offensichtlich propagandistisch formuliert. Als Schauplatz gab man „westlich Langemarck“ an. Nicht quellengestützt ist ein Haupttopos der Kritik am Mythos, wonach der markant klingende und dem typisch preußisch-deutsch empfundenen „Bismarck“ ähnelnde Ortsname absichtlich dem genaueren „Bixschote“ vorgezogen worden sei. Im ersten Drittel des Novembers 1914 zeichnete sich bereits das Scheitern der deutschen Umfassungsversuche bei Ypern ab. Das magere Ergebnis des Angriffs vom 10. November, das mit starken Verlusten auf deutscher Seite erkauft war, überging man, stattdessen wurde von einem Sieg über französische Infanterie berichtet. Statt der genauen Bezeichnungen der beteiligten Verbände wurde vielsagend von „jungen Regimentern“ geschrieben.
Dieser Bericht wurde von großen Teilen der deutschen Öffentlichkeit unkritisch aufgenommen und löste die Entstehung eines Mythos über den heldenhaften Opfergang junger Soldaten aus: „Das Entstehen des Langemarck-Mythos ist das erste bedeutende Beispiel verschiedener erfolgreicher Versuche in diesem Krieg, militärische Niederlagen in moralische Siege umzudeuten.“
Zwischen dem 11. und 17. November versuchte die Gruppe Linsingen (der auch das XV. Armeekorps unter General Berthold von Deimling mit der 30. und 39. Division unterstand) mit Masse zwischen dem von Comines auf Ypern zuführenden Kanal und Gheluvelt die um Schloss Hooge liegenden ausgedehnten Waldungen anzugreifen. Bis zum 17. November konnte hier gegen den erbitterten Widerstand des britischen I. Korps wieder kein Durchbruch erzwungen werden. Der Angriff der südlicheren Gruppe Fabeck gegenüber dem französischen XVI. Korps in Richtung zum Kemmelberg kam auch nur etwa einen Kilometer tief voran. Alle weiteren Bemühungen führten lediglich zur Frontausbuchtung des sich jetzt bildenden Wytschaete-Bogens.
Bei dieser Aktion soll General von Deimling vier Regimenter mit insgesamt 12.000 Mann angeblich mit Regimentsmusik und Spielen des „Deutschlandliedes“ angreifen lassen haben, wovon knapp die Hälfte überlebt haben soll.
→ Erste Flandernschlacht – Angriff am 10. November

## Das Denkmal von Langemarck

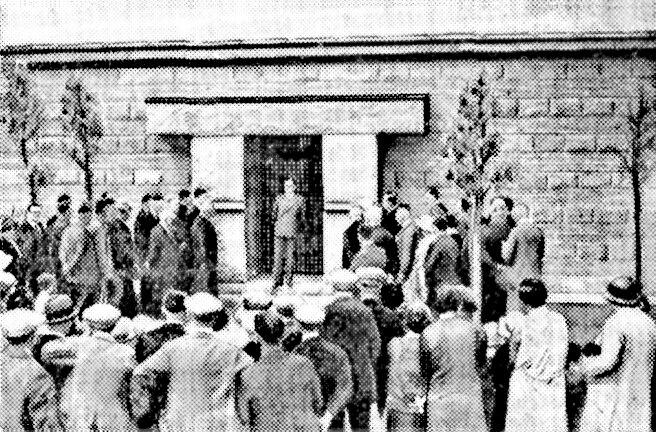
Weihestunde des Denkmals von Langemarck am 10. Juli 1932

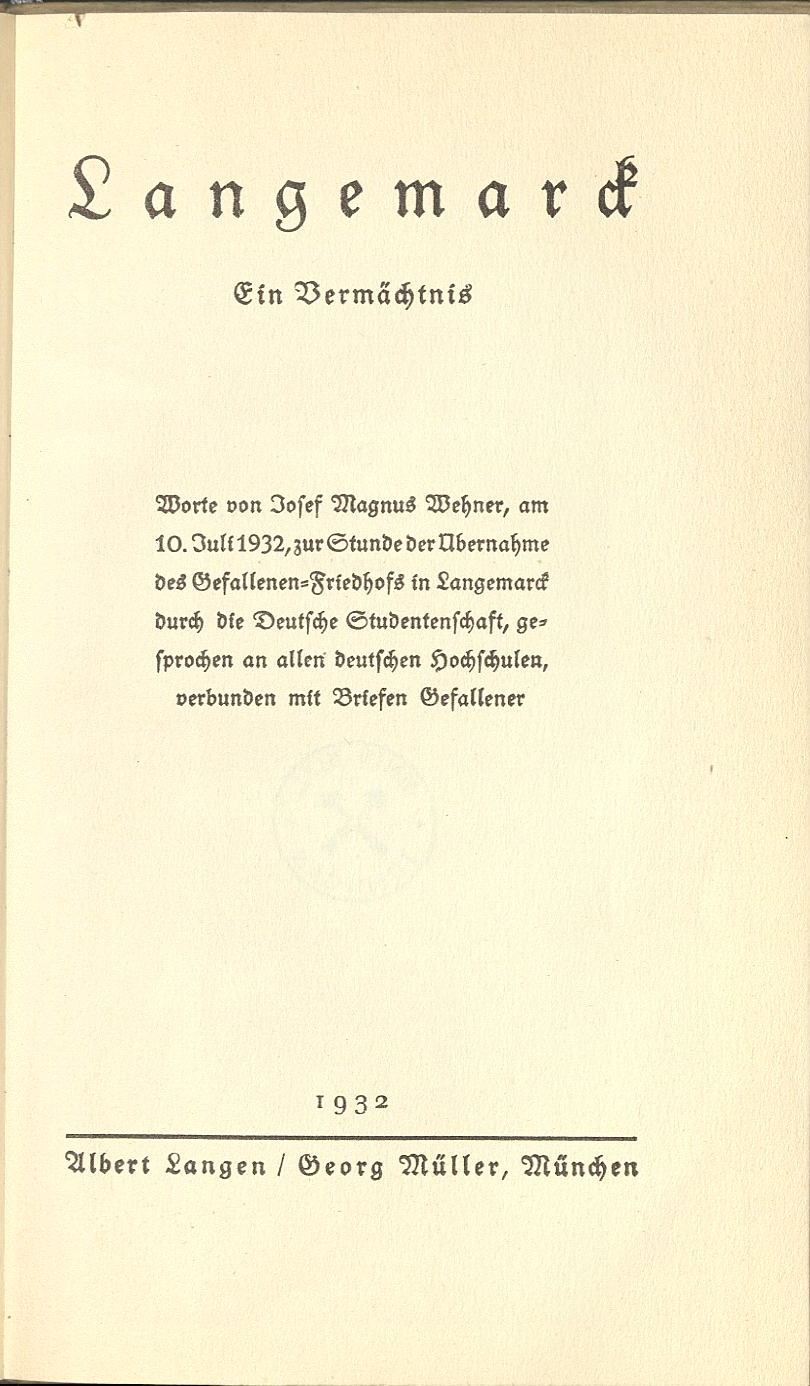
Josef Magnus Wehner Langemarck Ein Vermächtnis (1932)

Bei dem am 10. Juli 1932 eingeweihten Denkmal (50° 55′ 12,58″ N, 2° 55′ 2,46″ O) auf dem deutschen Soldatenfriedhof Langemark rahmen Sandsteinquader den Eingang. In der Halle befinden sich auf Eichentafeln geschnitzt die Namen der Gefallenen. An der Stirnseite der Gräberstätte befand sich ein mit Mohn bepflanzter Ehrenraum. Es stehen dort noch drei ehemalige Betonunterstände. Die einst dort verlaufende Kampffront wird dargestellt durch eine Linie mit 52 Steinsarkophagen, die die Inschriften studentischer Verbindungen und beteiligter Truppenteile tragen. An ihnen führt ein Plattenweg entlang. Der Ehrenraum wurde von einem breiten Wassergraben umschlossen.
Anlässlich der Einweihung des Denkmals am 10. Juli 1932 hielt Josef Magnus Wehner, der an der Westfront selbst verwundet worden war, eine weit verbreitete, den Mythos untermauernde Rede. Zur gleichen Zeit fanden im gesamten Deutschen Reich Gedenkfeiern statt.

## Entwicklung des Mythos

### Erster Weltkrieg und Weimarer Republik

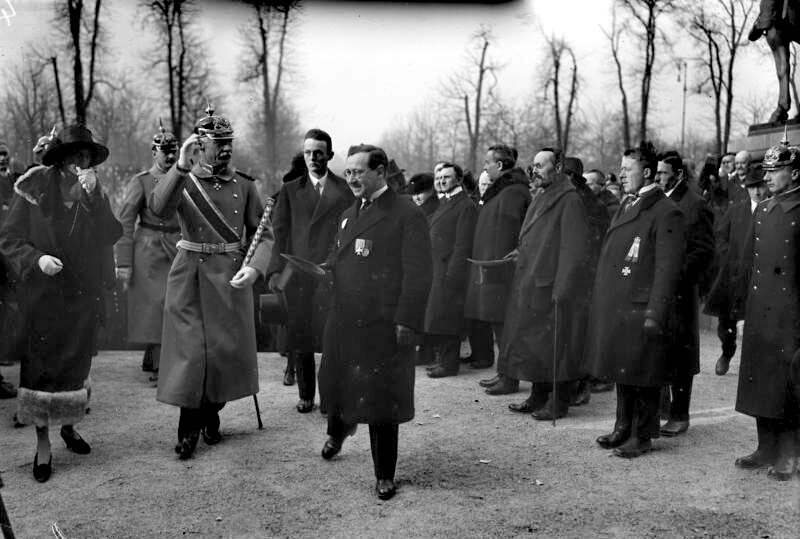
Treffen des Waffenringes in München zu einer Langemarck-Gedenkfeier im Dezember 1931, Kronprinz Rupprecht von Bayern mit seiner Gattin und Sohn begrüßt Veteranen während der Gedenkfeier.

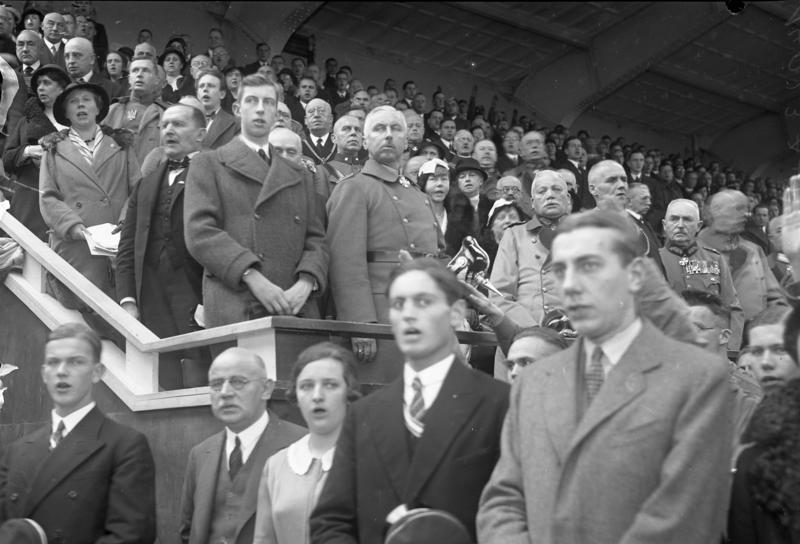
Langemarck-Feier in der Tennishalle am Fehrbelliner Platz in Berlin im November 1932, dabei Oskar Prinz von Preußen mit Sohn Burchard

Bereits am ersten Jahrestag der Kämpfe nördlich von Ypern veröffentlichten zahlreiche deutsche Zeitungen Artikel über die Ereignisse bei Langemarck, wobei nun erstmals der Tod vieler Beteiligter thematisiert und als Opfergang verherrlicht wurde. Dabei wurde auch die Forderung nach einem Langemarck-Tag formuliert. Auch in Schulfeiern gedachte man der gefallenen Langemarck-Kämpfer, wobei die Verstorbenen oftmals als vorbildlich dargestellt wurden:

„Der Tag von Langemarck wird in alle Zeiten ein Ehrentag der deutschen Jugend bleiben. […] Wohl fielen an ihm ganze Garben von der Blüte unserer Jugend […]; aber den Schmerz um die tapferen Toten überstrahlt doch der Stolz darauf, wie sie zu kämpfen und zu sterben verstanden.“

Die Richtigkeit einzelner Aspekte der Mitteilung wurde schon bald nach Kriegsende angezweifelt. Besonders der Gesang war Gegenstand von Zweifeln und Kontroversen. Unglaubhaft machte diesen Aspekt, „daß angreifende Soldaten, die nach Tagen erschöpfender Kämpfe über nassen schweren Lehmboden flandrischer Rübenfelder rennen, ein patriotisches Lied singen sollten.“ Dagegen spricht nicht nur das Gewicht ihrer fast 30 kg schweren Ausrüstung, sondern auch der langsame, für ein Marschlied ungeeignete Rhythmus des Liedes. Für den Gesang wurde angeführt, dass er dazu gedient haben könnte, Freund von Feind zu unterscheiden und Eigenbeschuss durch die Artillerie zu vermeiden (was aber von den ca. vier Kilometer weiter hinten stehenden Kanonieren nicht hätte gehört werden können). Außerdem könnte er zur Kommunikation mit den benachbarten Bataillonen oder den rückwärtigen Linien gedient haben. Der Gesang wurde wegen des Abstandes zwischen erfahrener Kriegsrealität und dem heroischen Bild, in dem enthusiastische junge Soldaten „in der Tradition von Märtyrern jubelten und sangen, während sie ihr Leben für das Vaterland hingaben“, zu einem integralen Bestandteil des Langemarck-Mythos. Nach weiteren Berichten versuchte man, das Vorbild Langemarck nachzuahmen, so dass auch englische Quellen von deutschen Militärkapellen berichten, die angeblich bei Angriffen „Deutschland, Deutschland über alles“ spielten. Auch Adolf Hitler berichtete von seinem ersten Kriegserlebnis in dieser Weise; auch dort wird der Wahrheitsgehalt angezweifelt, zumal er als Angehöriger des 16. bayerischen Reserve-Infanterieregiments nicht selbst vor Ort war.
Nach dem Ende des vom Deutschen Reich verlorenen Krieges war das Verlangen nach Heldenverehrung offenbar besonders stark.
Ab 1921 organisierten zum „Langemarck-Ausschuß Hochschule und Heer“ zusammengeschlossene Studentenorganisationen, Jugendverbände und Veteranenvereine jährliche Langemarck-Feiern. 1924 fanden sich etwa 2000 Mitglieder von Jugendbünden auf der Rhön ein, um der Enthüllung eines Langemarck-Denkmals beizuwohnen. Der Schriftsteller Rudolf Binding schrieb in einer Erinnerung an die Feier später:

„Jenes Geschehen aber gehört schon nicht mehr der Geschichte an, wo es einst dennoch erstarrt und begraben sein würde, sondern der unaufhörlich zeugenden, unaufhörlich verjüngenden, unaufhörlich lebendigen Gewalt des Mythos. Als solcher hat sich der Tod der Tapferen schon erwiesen, da die deutsche Jugend sich seiner als des Sinn- und Urbildes jugendlicher Erhebung bemächtigte, für das in Wahrheit nur sie unter allen Völkern der Erde berechtigt ist.“

Seit 1926 bildeten sich Stahlhelm-Hochschulgruppen, die 1929 aus ihrer Unterstellung unter den jeweils lokalen Stahlhelm-Bund herausgelöst und im Stahlhelm-Studentenring Langemarck zusammengefasst wurden. Das studentische Engagement macht deutlich, dass die Formulierung „junge Regimenter“ aus dem OHL-Bericht bald im Sinne von Studenten und Gymnasiasten interpretiert wurde.
1928 beschloss die Deutsche Studentenschaft den „Deutschen Soldatenfriedhof Nr. 123“ nahe Langemarck in Westflandern (Belgien) auszubauen. Zur Finanzierung wurde die „Langemarck-Spende der Deutschen Studentenschaft“ begründet, mit deren Hilfe der Friedhof bis 1932 fertiggestellt werden konnte. Anlässlich der Einweihung des Friedhofs am 10. Juli 1932 kam es zeitlich parallel an den deutschen Hochschulen im Rahmen von Langemarck-Feiern zur Verlesung eines Textes des Münchner Schriftstellers Josef Magnus Wehner, der selbst an der Westfront verwundet worden war. Seit 1928 führte die Deutsche Studentenschaft jeweils im November an allen deutschen Hochschulen „Langemarck-Feiern“ und in Berlin eine zentrale Reichsfeier durch.

### Nationalsozialismus

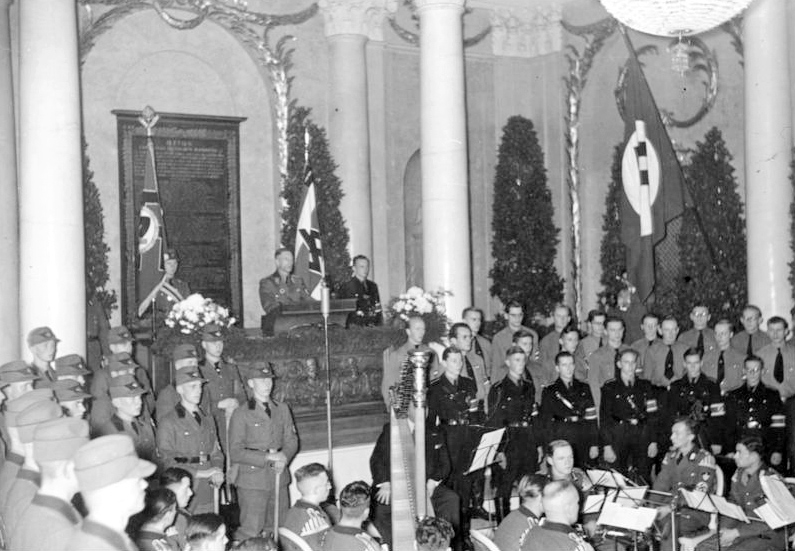
Langemarck-Feier, Berliner Universitätsaula, am Rednerpult der Generalarbeitsführer Wilhelm Decker, 11. November 1936

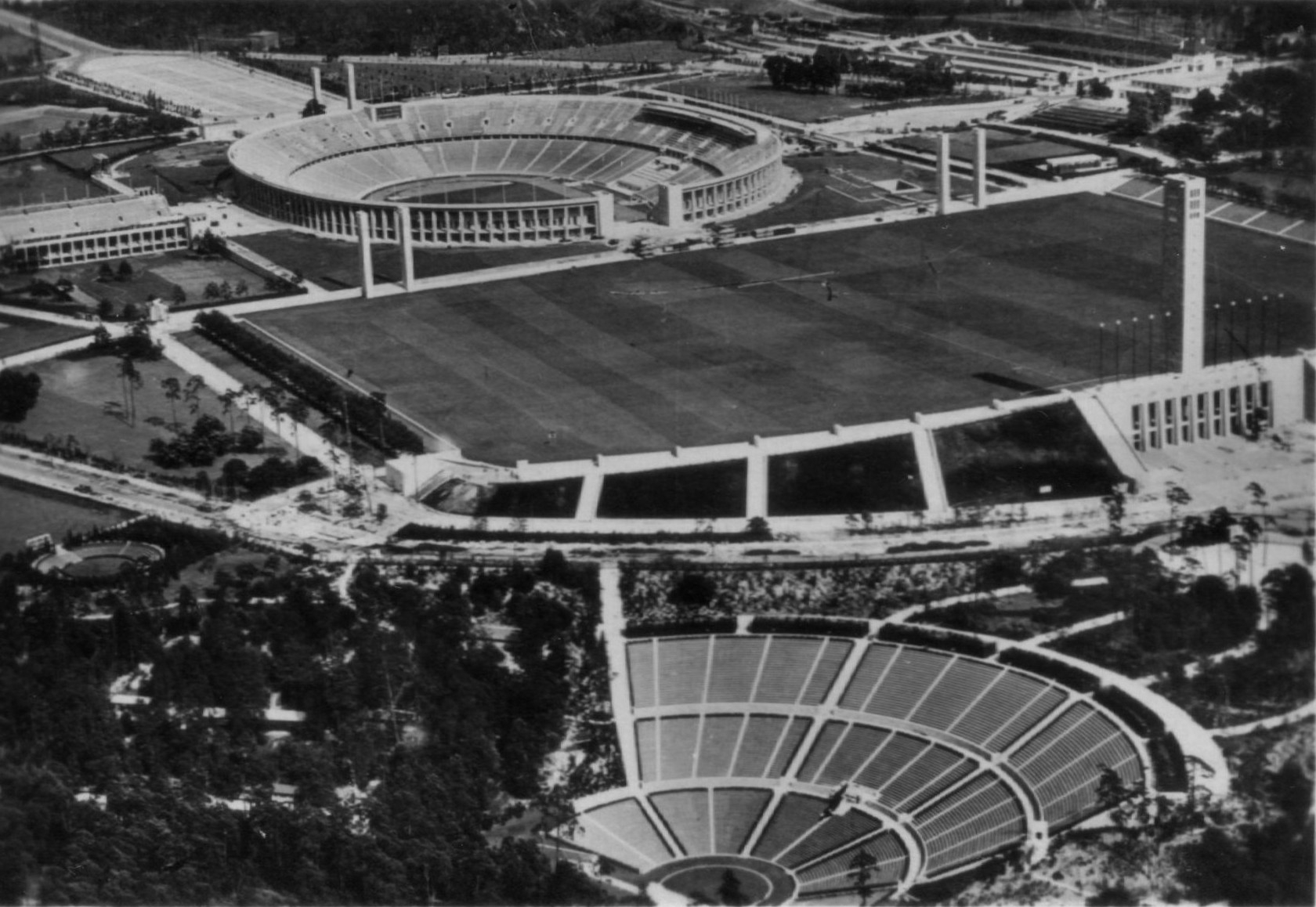
Reichssportfeld, Olympische Sommerspiele 1936, rechts Langemarckhalle vor Glockenturm Berlin

In der Stadt Bonn und vor den Korporationshäusern verteiltes HJ-Flugblatt (Juni 1934), verbaler Angriff auf die katholischen Studentenverbindungen

Der Langemarck-Mythos wurde von den Nationalsozialisten erst ab 1928 aufgegriffen, in der Hitler-Jugend und im Nationalsozialistischen Studentenbund. Dabei betonte man den volksgemeinschaftlichen Charakter der Langemarck-Kämpfer, die nun als junge Arbeiter, Kaufleute, Bauern und Studenten dargestellt wurden. Entsprechend wurde 1934 die Langemarck-Spende der Deutschen Studentenschaft in eine der Deutschen Jugend umgewandelt.
Im Nationalsozialismus bildete Langemarck laut dem österreichischen Kulturhistoriker Thomas Macho einen „Gegenort“ zu Weimar und eine „datumspolitische Opposition zur Novemberrevolution“.
Bereits am 9. November 1933 wurde gleichzeitig in mehreren Städten, darunter in Dresden, Bremen, Kassel und Darmstadt, das heroisierende Drama Jugend von Langemarck des Bonner Schriftstellers Heinrich Zerkaulen uraufgeführt. Die Begeisterung der Nationalsozialisten für diesen historischen Stoff kann man ansonsten daran ermessen, dass im Herbst 1933 noch zwei weitere Langemarck-Schauspiele (von Edgar Kahn und Max Geißler-Monato) Premiere feierten, und der Erlebnisbericht Der Sturm auf Langemarck. Von einem, der dabei war zwischen 1933 und 1942 in neun Auflagen erschien. Die Veteranenvereinigung des ehem. XXVI. Reserve-Korps, das hauptsächlich in den Kämpfen eingesetzt war, stiftete mit Genehmigung Adolf Hitlers 1933 als inoffizielles Ehrenzeichen das so genannte Langemarck-Kreuz. 1934 wurde in Singen (Hohentwiel) die Oberrealschule in „Langemarck-Gymnasium“ umbenannt; dem Maler Hans Lochmann wurde dazu ein Triptychon in Auftrag gegeben.
Auf dem Reichssportfeld in Berlin wurde unterhalb des „Führerturms“ mit der Olympiaglocke1936 die Langemarckhalle zu Ehren der beteiligten Regimenter errichtet. Der Architekt des Olympiastadions Werner March wollte hier anlässlich der Olympischen Spiele den „Körperkult sportlicher Ertüchtigung“ und den „Opferkult soldatischen Mutes“ zusammenführen. Im selben Jahr wurde in Ludwigshafen-Mundenheim das Langemarck-Denkmal eingeweiht, das auf Initiative des örtlichen Kriegervereins entstanden war. Auch in Zwickau existierte von 1934 bis zur Zerstörung bei einem Bombenangriff 1943 ein Denkmal des Bildhauers Hermann Alfred Raddatz für die Gefallenen von Langemarck.
Adolf Hitler selbst berichtete in Mein Kampf, wie er am 29. Oktober 1914 als Soldat des Bayerischen Reserve-Infanterieregiments Nr. 16 nahe dem westflandrischen Dorf Geluveld seinen ersten Einsatz unter Feindbeschuss erlebt habe. Er stilisiert diese Begebenheit einerseits als „Feuertaufe“, andererseits greift er dabei aber auch Themen des Langemarck-Mythos‘ auf: „feuchte, kalte Nacht in Flandern“, feindlicher Beschuss und Todesverachtung, unerfahrene Soldaten stürmen über Rübenfelder, „da erreichte das Lied auch uns, und wir gaben es nun wieder weiter: Deutschland, Deutschland über alles, über alles in der Welt!“, „zu sterben wußten sie wie alte Soldaten.“ Trotzdem schenkte Hitler dem Langemarck-Mythos nur wenig Beachtung. Grußworte für Gedenkschriften und andere Anlässe waren auffallend knapp und distanziert gehalten „und versäumten nie, die Bedeutung der Studenten zugunsten der Arbeiter und des Enthusiasmus zugunsten der Entschlossenheit herunterzuspielen.“
Als Belgien und Frankreich im Frühsommer 1940 militärisch besiegt waren, feierte das NS-Regime dies als „das wahre Ende des Ersten Weltkriegs […], wobei sich die Führung der Zustimmung der meisten Deutschen sicher sein konnte.“ Militärische Gedenkfeiern in Verdun und auf dem Soldatenfriedhof von Langemarck sollten im Herbst 1940 das neue Ende des Ersten Weltkriegs symbolisieren. Man gedachte der Gefallenen unter dem Motto „Und Ihr habt doch gesiegt.“
„Langemarck“ wurde so von den Nationalsozialisten nicht nur instrumentalisiert, sondern auch reichsweit normiert und umgeformt, bis hin zum „Langemarck-Studium“, das Arbeiter, Handwerker und Bauern ohne Abitur binnen drei Semestern auf ein Universitätsstudium vorbereiten sollte, sofern sie den ideologischen Kriterien „rassischer Reinheit“ und nationalsozialistischem Engagement entsprachen: „Im Langemarckstudium haben wir zum ersten Male den Gedanken einer nationalsozialistischen Auslese für die Hochschule konsequent durchgeführt.“
Die große Bedeutung, welche dem Mythos von Langemarck in der NS-Zeit zugeteilt wurde, zeigen die Planungen von Albert Speer zum  Bau der „Welthauptstadt Germania“. Diese sahen eine „Universität Adolf Hitler“ vor, der das Reichssportfeld mit dem Olympiastadion Berlin später zugeschlagen worden wäre. Es sollte dann als architektonischer Höhepunkt eine riesenhafte Langemarckhalle errichtet werden, welche die bereits vorhandene in den Schatten gestellt hätte.
Eine im Zweiten Weltkrieg im besetzten Belgien aus Freiwilligen aufgestellte Division der Waffen-SS trug den Namen „Langemarck“.

### Nachkriegszeit
Nach der katastrophalen Niederlage der deutschen Truppen im Zweiten Weltkrieg und den NS-Verbrechen wandelte sich die Einstellung der Bevölkerung zum Krieg, und nationalistisch-militaristische Mythen wie der Mythos von Langemarck verloren allmählich ihre Bedeutung. Allerdings kam es erst relativ spät zu einer öffentlichen Diskussion über die Benennung öffentlicher Straßen, Plätze und Einrichtungen, die aus früheren Zeiten stammten. In Bremen waren anlässlich der Langemarck-Feiern am 11. November 1937 Große und Kleine Allee sowie Meterstraße, ein Hauptstraßenzug in der Neustadt, in Langemarckstraße umbenannt worden. Der Stadtteilbeirat Neustadt beschloss 2006 die Einrichtung eines Geschichtspfades statt einer Umbenennung (siehe Weblinks). Langemarckstraßen existieren ebenso in Augsburg, Bad Wildungen, Bedburg, Bergisch Gladbach (Langemarckweg), Bonn, Donauwörth, Dormagen (Langemarkstraße), Eislingen/Fils, Eschwege, Essen, Freiburg im Breisgau, Gersthofen, Korbach, Kitzingen, Rastatt, Lahr, Münster, Neuss, Oberhausen (Langemarkstraße), Prüm und Sankt Augustin.
Einen Langemarckpark gibt es in Düren.
Ein Langemarckplatz existiert beispielsweise in Erlangen, ebenso in Heidelberg (heute: Universitätsplatz) und Koblenz, letzterer grenzt an die Langemarck-Kaserne, auch führt eine Langemarckstraße in Eschwege (Hessen) zu einer damaligen Panzerkaserne, später vom BGS unterhalten. In Nordhorn gab es seit Ende der 1920er Jahre einen Langemarckplatz, er wurde aber nach intensiver Diskussion in der Stadt durch die US-amerikanische Künstlerin Jenny Holzer komplett umgestaltet und heißt seit 1995 Schwarzer Garten. Auch in Flandern gibt es mehrere Langemarkstraten.
Einer der Merksprüche der Bundeswehr für das Alarmposten-Ablösegespräch ergibt das Akronym „Langemark“ oder Varianten davon.

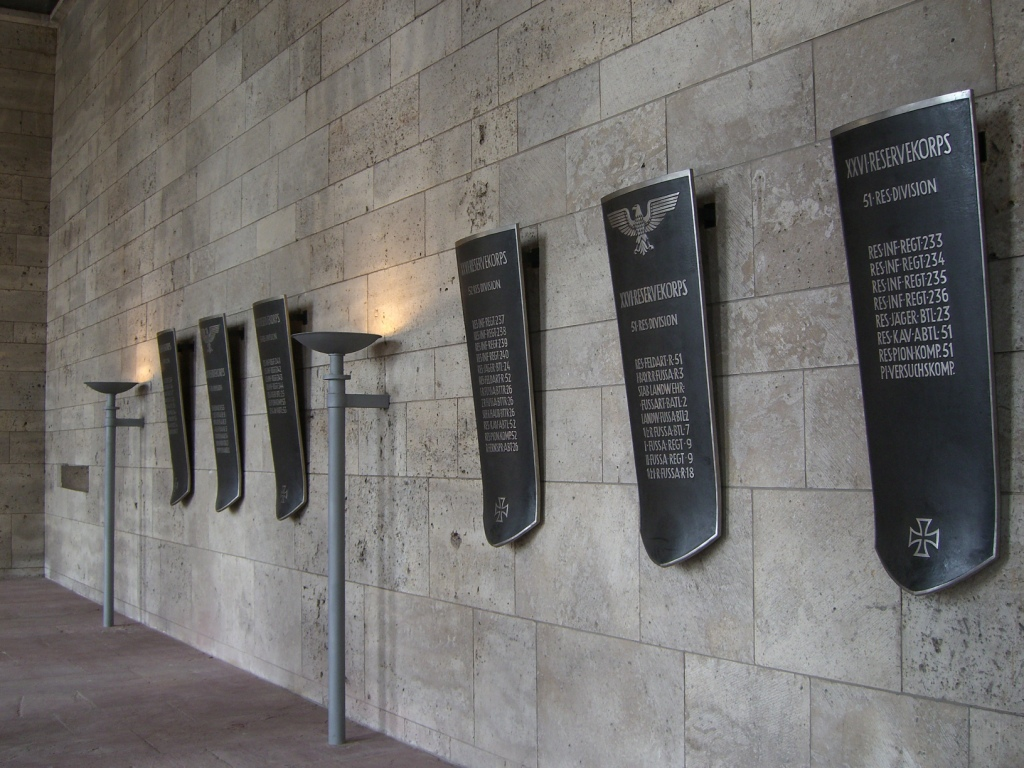
Gedenkwand im Innenraum der Langemarckhalle am Berliner Olympiagelände
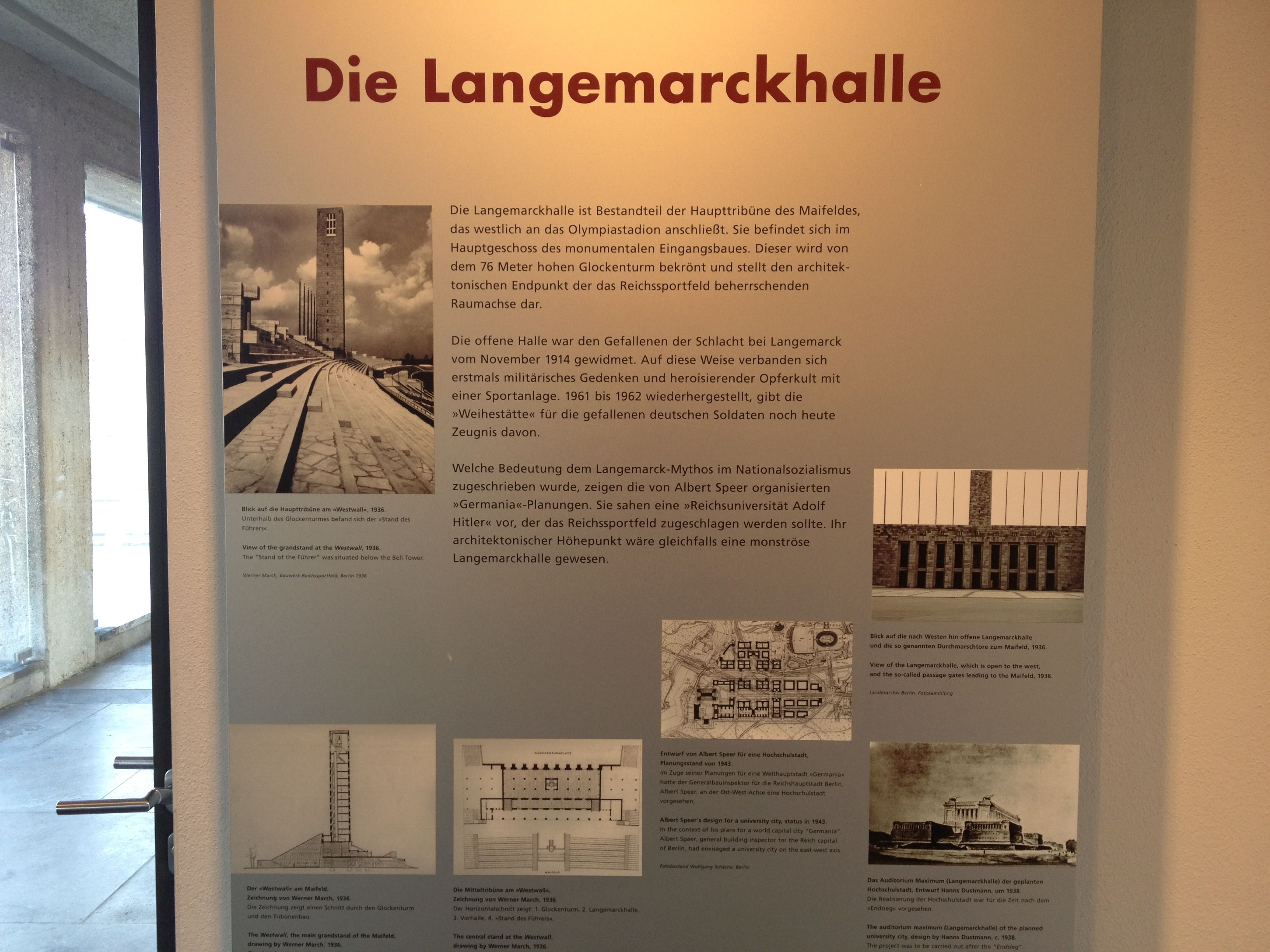
Beschreibung Langemarckhalle, Glockenturm/Gedenkstätte Olympiagelände
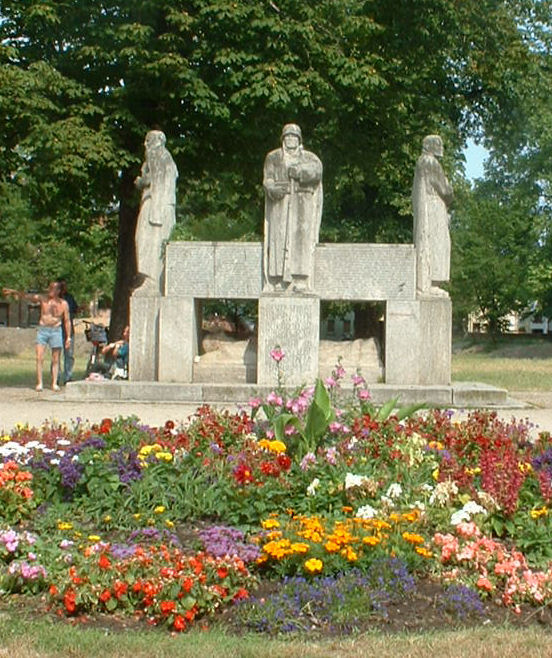
Langemarck-Denkmal in Ludwigshafen-Mundenheim
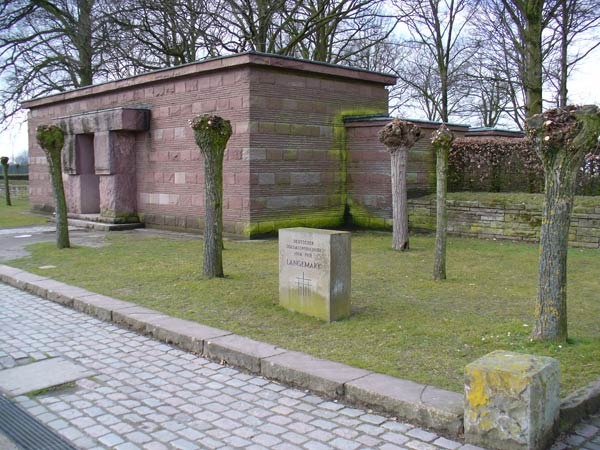
Seit 1932 bestehender Torbau aus rotem Wesersandstein zum Deutschen Soldatenfriedhof Langemarck, 2006
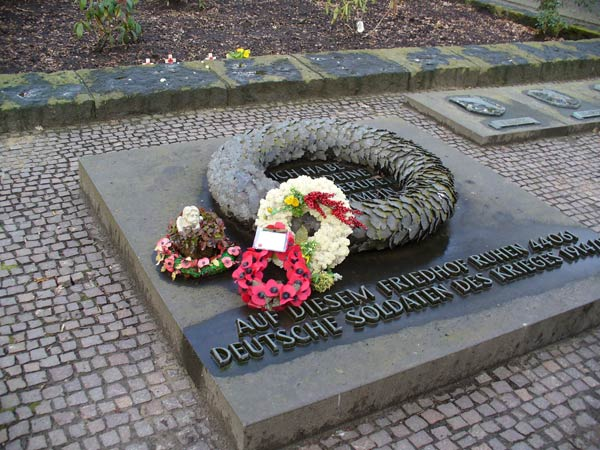
Gedenkplatte, Aufschrift: „Ich habe dich bei deinem Namen gerufen. Du bist mein. Jes 43.1 – Auf diesem Friedhof ruhen 44061 deutsche Soldaten des Krieges 1914/18“; 2006
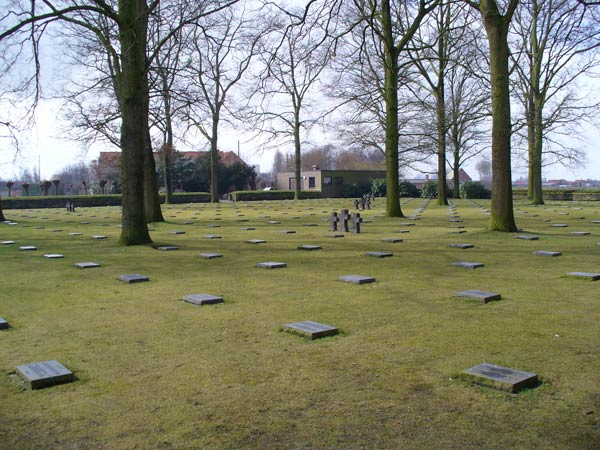
Gräberfeld des Soldatenfriedhofs, 2006